# Abbesøen
Abbesøen er en saltsø beliggende på grænsen mellem Etiopien og Djibouti.
Søen er det sidste udløb af floden Awash og ligger ved Afartrianglen, hvor tre tektoniske plader trækker fra hinanden.
Ved den nordvestlige søbred ligger Mount Dama Ali (1069 m), en slumrende vulkan. Mod syd og sydvest ligger udstrakte områder med indtørret salt. Siden 1940 er søens areal skrumpet, bl.a. på grund af tørker i området. Søen har ikke noget afløb, og vandet fordamper således fra søen, hvilket giver den høje koncentration af salte og mineraler i vandet.
Afar-folket har etableret en bosættelse ved søens bred.
Abbesøen er kendt for sine "skorstene" af limsten, der kan være op til 50 meter høje.